# Szinton
A retroszintetikus elemzésben a szinton egy célmolekulán belüli hipotetikus egység, amely potenciális kiindulási reagens a célmolekula retroaktív szintézisében. A kifejezést 1967-ben E. J. Corey  alkotta meg. Ő 1988-ban megjegyezte, hogy „a 
»szinton« szót ma már inkább a szintetikus építőelemek, mint a retroszintetikus fragmentációs struktúrák jelentésére használják”. 1998-ban megjegyezték, hogy Corey 1981-ben megjelent The Logic of Chemical Synthesis (A kémiai szintézis logikája) című könyvében a kifejezés nem szerepelt túl feltűnően, mivel nem szerepelt az indexben. Mivel a szintonok töltöttek, a szintézisbe helyezve a potenciálisan nagyon instabil töltött szintonok képzése és felhasználása helyett egy semleges formát találnak kereskedelmi forgalomban.

## Példa
A fenilecetsav szintézisének megtervezésekor két szintetizátort azonosítunk: egy nukleofil "COOH-" csoportot és egy elektrofil "PhCH2+" csoportot. Természetesen mindkét szinton önmagában nem létezik; a szintonoknak megfelelő szintetikus ekvivalensek reakcióba lépnek a kívánt reakcióelem előállítása érdekében. Ebben az esetben a cianid-anion a COOH- szinton szintetikus megfelelője, míg a benzil-bromid a benzil-szinton szintetikus megfelelője.
A fenilecetsav retroszintetikus analízissel meghatározott szintézise a következő:
PhCH 2 Br + NaCN → PhCH 2 CN + NaBr
PhCH 2 CN + 2 H 2 O → PhCH 2 COOH + NH 3

Fenilecetsav-szintézis

- C2 szintonok - acetilén, acetaldehid
- -C2H4OH szinton - etilén-oxid
- karbokation szintonok - alkil-halogenidek
- karbanion szintonok - Grignard-reagensek, lítiumorganikus vegyületek, szubsztituált acetilidek

## Alternatív felhasználás szintetikus oligonukleotidokban
Ezt a kifejezést a génszintézis területén is használják - például "40 bázisú szintetikus oligonukleotidokból 500-800 bp hosszúságú szintonokat építenek".

## Karbanionos szintonok

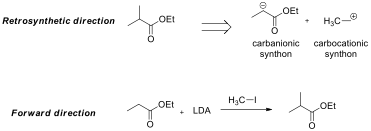
A retroszintetikus elemzés és a kémiai szintézis összehasonlítása észter-alkilezés esetén

1967-ben E. J. Corey vezette be a szinton fogalmát a retroszintetikus elemzésben. Egy összetett molekulaszintézis lépéseinek megtervezése megköveteli a kulcsfontosságú szintonok felismerését és annak azonosítását, hogy ezek hogyan állíthatóak össze a kívánt termékké. Számos retroszintetikus kötésbontásnál a kötést homolitikus helyett heterolitikusan bontják meg, így egy karbokationtikus és egy karbanionos szinton keletkezik. A legtöbb poláris mechanizmusú reakció, legyen szó nukleofil elmozdulásról, 1,2-karbonil addícióról, Michael-reakcióról vagy más folyamatról, egy nukleofil és egy elektrofil fragmentum összeolvadásával jár.
A szerves kémikusok számára a karbanionos szintonok széles választéka áll rendelkezésre összetett molekulák felépítéséhez. Ezek közé tartoznak az enolátok, organometallok, acetilidek, malonátok és az olefinekhez való adalékolás után in situ keletkező karbanionok. Az 1. ábrán egy észter-enolát karbanionos szintonjának példája látható. Egy szén-szén kötés alfa karbonilra általában egy enolát ekvivalensre és egy szénelektrofilre bontható. Ebben az esetben az enolát a szubsztrát lítium-diizopropil-amid (LDA) bázissal történő közvetlen deprotonálásával jön létre. Az elektrofil a metil-jodid.
Mivel a szintonok idealizált szerkezetek, gyakran nehéz egyenértékű kémiai vegyületeket találni a valóságban. Sok karbanion-szinton, mint rajzolat, olyan stabilitási problémákat mutat, amelyek lehetetlenné teszik a molekula létezését a valóságban. Például egy acil-anion nem stabil, de az acil-anion-szinton felhasználható olyan reagensek ábrázolására, mint például a lítiált ditiánok, amelyek nukleofilek és gyakran használják őket az umpolung-kémiában.

## Karbokationos szintonok

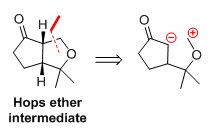
1. ábra: Stratégiai megszakítás a komló-éter felé vezető úton

Számos, a szerves szintézisek tervezése szempontjából fontos retroszintetikus szétkapcsolás karbokationos szintonokat használ. A szén-szén kötések például mindenütt előfordulnak a szerves molekulákban, és általában a retroszintetikus elemzés során szétkapcsolódnak, hogy karbokationos és karbanionos szintonokat kapjanak. A szén-heteroatom kötések, mint például az alkilhalogenidekben, alkoholokban és amidokban találhatóak, szintén visszavezethetők retroszintetikusan a poláris C-X kötés szétkapcsolásához, ami karbokationt eredményez a szénen. Az oxónium- és aciliumionok karbokationos szintézisek olyan karbonilvegyületekhez, mint a ketonok, aldehidek és karbonsavszármazékok. Egy oxónium-típusú szintiont használtak a komlóéterhez, a sör egyik fő összetevőjéhez vezető úton történő szétkapcsolás során (lásd az 1. ábrát). Előrefelé haladva a kutatók egy intramolekuláris aldolreakciót használtak titán-tetrakloriddal katalizálva a komlóéter tetrahidrofurángyűrűjének kialakításához.
Egy másik gyakori, karbokationos szintonokat tartalmazó szétkapcsolás a Pictet-Spengler-reakció. A reakció mechanizmusa a C-C pi-kötés támadását jelenti egy imíniumionon, amely általában in situ keletkezik egy amin és egy aldehid kondenzációjából. A Pictet-Spengler-reakciót széles körben alkalmazták számos indol- és izokinolin-alkaloid szintézisére.
A karbanion-alkilezés a szén-szén kötések létrehozására használt gyakori stratégia. Az alkilálószer általában egy alkil-halogenid vagy egy ezzel egyenértékű vegyület, amely jó távozó csoportot tartalmaz a szénen. Az allil-halogenidek különösen vonzóak az Sn2-típusú reakciókhoz az allil-rendszer által hozzáadott fokozott reaktivitás miatt. A kelesztolid (4-acetil-6-t-butil-1,1-dimetilindán, a pézsmaillatosító összetevője) benzil-anion alkilezéssel szintetizálható 3-klór-2-metil-1-propénnel, mint köztes lépéssel. A szintézis meglehetősen egyszerű, és egy egyetemi laboratóriumban tanítási célokra adaptálták.

## Fordítás
Ez a szócikk részben vagy egészben  a   Synthon című angol Wikipédia-szócikk ezen változatának fordításán alapul.  Az eredeti cikk szerkesztőit annak laptörténete sorolja fel. Ez a jelzés csupán a megfogalmazás eredetét és a szerzői jogokat jelzi, nem szolgál a cikkben szereplő információk forrásmegjelöléseként.